# Cyphorhinus
Cyphorhinus – rodzaj ptaków z rodziny strzyżyków (Troglodytidae).

## Rozmieszczenie geograficzne
Rodzaj obejmuje gatunki występujące w Ameryce Centralnej i Południowej.

## Morfologia
Długość ciała 12,5–15 cm, masa ciała 18–35 g.

## Systematyka
Rodzaj zdefiniował w 1844 roku niemiecki ornitolog Jean Cabanis w artykule poświęconym obserwacji ptaków występujących w Peru, opublikowanym w czasopiśmie Archiv für Naturgeschichte. Gatunkiem typowym jest (oznaczenie monotypowe) strzyżoń andyjski (C. thoracicus).

### Etymologia
Cyphorhinus: gr. κυφος kuphos ‘garb’, od κυπτω kuptō ‘schylać się’; ῥις rhis, ῥινος rhinos ‘nos’.

### Podział systematyczny
Do rodzaju należą następujące gatunki:
- Cyphorhinus phaeocephalus P.L. Sclater, 1860 – strzyżoń śpiewny
- Cyphorhinus thoracicus von Tschudi, 1844 – strzyżoń andyjski
- Cyphorhinus arada (Hermann, 1783) – strzyżoń melodyjny